# Nopcsaspondyl
Nopcsaspondyl (Nopcsaspondylus alarconensis) – zauropod z rodziny diplodoków (Diplodocidae); jego nazwa znaczy "kręg (Franza) Nopcsy". Została nadana na cześć węgierskiego paleontologa, odkrywcy szczątków.
Żył w epoce późnej kredy (ok. 89-86 mln lat temu) na terenach Ameryki Południowej. Jego szczątki znaleziono w Argentynie (w prowincji Neuquén).
Szcątki tego dinozaura (1 kręg) odkrył w 1902 r. Franz Nopcsa. Nie opisał jednak znaleziska. Nopcsaspondyla opisał i nazwał dopiero w 2007 r. Sebastian Apesteguía.